# 李子雄
李子雄（1959年12月19日—），男，香港影視演員，前香港無綫電視部頭合約男藝員。他是香港明星足球隊成員。

## 背景

### 早年生活
李子雄生於香港，在新界元朗崇正新村長大，在9兄弟姊妹中排行第8，父親經營士多（同一時期也於九龍市區工作）。他8歲時曾於一間酒樓當暑期傳餐服務員，少年階段會協助家人打點士多生意。求學方面就讀位於祟正新村的村校，1977年畢業於中華基督教會基新中學中五年級，在校時曾參與足球運動。本來他準備升中試時打算填寫新界鄉議局元朗區中學作為第一志願，但填錯了編號，最終被派往粉嶺入讀仍為工業中學的基新中學，讀書成績中規中矩。
小時候觀看黑白電影而培養出對演戲的興趣的他後來於中學畢業後眼見母親患病以致家庭負擔大而投身社會，先於鞋店任職倉務員，再到創興銀行任職負責處理交收支票的練習生數個月和於另一所銀行任職銀行櫃員，繼而對自覺點算的貨幣不屬於自己而感到沒趣，由是轉職香港海關，負責事項包括到葵涌貨櫃碼頭檢查貨物、查核政府部門資料紀錄以及監視兼跟蹤疑犯（各個項目各經歷了半年時間）。他報考海關的理由是能夠2人同行巡邏，感覺上比起1人巡邏兼陀槍的警察更安全。
未幾於一次在機場貨運站工作期間看到前來拍攝廉政公署戲份的任達華，被同事認為外表不俗的李子雄於是獲同事們鼓勵去報讀藝訓班。另一方面在被中學同學取笑的情況（同學笑他考不到藝訓班）下，不服氣的李子雄決定嘗試報讀麗的電視藝員訓練班。最後因麗的電視需要2張照片才可報名，他便轉到只需1張照片即可的無綫電視報名。1982年報讀第十一期無綫電視藝員訓練班，同期學員計有梁朝偉、吳鎮宇、張兆輝、陳嘉賢、關禮傑、歐陽震華等等。適逢當時政府招聘新入職公務員，李子雄乘勢成功報考入境事務處二級文員，過著早上上班，晚上上課的生活。將近畢業前被曾勵珍安排出演《活力十一》當中的其中一個單元。

### 事業發展
畢業後，李子雄沒有簽約成為電視台演員，且仍舊於銅鑼灣新寧大廈入境處辦公室工作。至1985年經朋友、訓練班同學陳嘉賢穿針引線，獲邀到徐克的「電影工作室」試鏡，拍攝白米廣告而給發掘。他當年於訓練班畢業後儘管被無綫電視羅致，都沒有即時簽約，原因出於認為當公務員的薪酬比電視台給予的薪水高，加上電視台有很多較他英俊美麗的藝人，對自己可以加入演藝市場競爭沒有信心。1982年至1985年間，李子雄對演戲仍感興趣，如是主動聯絡無綫電視人事部主任以尋求簽約機會。結果他繼續打政府工，同期亦開始當兼職廣告模特兒。當模特兒的契機起自從報紙上看到的廣告。及後他於接拍白米廣告前留下聯絡方法予徐克的助手；該名女助手因應吳宇森籌備開拍《英雄本色》，遂聯絡李子雄試鏡。1986年收到電影製片溫嘉文通知出演該齣電影。
李子雄在1986年正式開始其演員事業，憑首部電影《英雄本色》於1987年榮獲香港電影金像獎「最佳新人」及「最佳男配角」獎提名，並獲提名台灣金馬獎「最佳男配角」，此前基於徐克工作室以3年6部片約為條件簽他為旗下演員而在1986年辭去文員一職。他在戲裡多擔當反派或配角，其中他在《英雄本色》所飾演的反派人物「大哥成」（譚成）較出名。此後數年間他常都出現在電影中，包括《倩女幽魂II人間道》、《跛豪》、《四大探長》， 《表姐你好嘢2》等等。而在《城市特警》、《喋血街頭》、《老貓》更擔任主角。1992年，李參演三級片《性奴》，然而票房不佳。
雖然他畢業於第11期無綫電視藝員訓練班，但出道初期他主力於電影界發展，未曾接拍電視劇集，至1989年才獲無綫電視邀請拍攝劇集，以部頭合約形式合作。他在電視劇較為人熟悉的是1993年《開心華之里》裡的女婿角色，其後于 古裝劇《神雕俠侶》中飾演何沅君的丈夫陸展元、時裝劇《天地男兒》的葉永昌、《烈火雄心》中飾演的高級消防隊長和《大唐雙龍傳》中飾演的宇文化及。當初他為了尋求出演正面角色的機會，藉此擺脫一味飾演奸角的戲路，又因對演奸角反感，所以應《開心華之里》監製蕭光漢邀請蕭光漢拍攝處境劇《開心華之里》。
2000年代初期，他逐漸減少劇集演出。至2001年拍攝《尋秦記》兼合約完結後，他留意到自己在中國內地有知名度，便主力發展中國內地市場。2007年更移居北京。及後於2013年宣佈以自由身份重返無綫電視，首部回巢無綫的重頭劇是《忠奸人》。現多長駐中國內地。

## 個人生活
李子雄曾有兩段婚姻。他第一任妻子是1987年新秀歌唱大賽金獎得主方曉虹，育有一子；婚後曾舉家移居多倫多生活。現任妻子為中國大陸藝人王雅琦。二人於2010年結婚，現育有一子。另外，李子雄在1988年開始收養一名埃塞俄比亞的女童。

## 影視作品
*以下列表只記錄郭李子雄演出過的影視作品，若有遺漏，請協助補充相關資料。

### 電視劇

#### 電視劇（香港）
| 首播     | 節目名稱                 | 角色           | 備註                 |
| 無綫電視 |                          |                |                      |
| 1982年   | 活力十一                 |                | 訓練班畢業作品       |
| 1983年   | 鬼咁夠運                 |                | CID警員(第17集)      |
| 1990年   | 水鄉危情                 | 張順風         | 首部正式參演之電視劇 |
| 1990年   | 又是冤家又聚頭           | 方振中         |                      |
| 1993年   | 開心華之里               | 楊左繼         |                      |
| 1994年   | 鎮金女人周記II之信是有緣 | 陸子康         |                      |
| 1995年   | 神雕俠侶                 | 陸展元         |                      |
| 1995年   | 廉政英雌之火槍柔情       | 卓明           |                      |
| 1996年   | 天地男兒                 | 葉永昌         |                      |
| 1998年   | 烈火雄心                 | 駱曉峰         |                      |
| 1999年   | 狀王宋世傑II             | 恭親王         |                      |
| 2000年   | 男親女愛                 | Herman Wong    | 單元男主角           |
| 2000年   | 大囍之家                 | 連天樂         |                      |
| 2001年   | 廉政追擊                 | 軍裝警員       |                      |
| 2001年   | 尋秦記                   | 趙穆           |                      |
| 2004年   | 大唐雙龍傳               | 宇文化及       |                      |
| 2004年   | 天涯俠醫                 | 齊嘉尚（Jack） |                      |
| 2005年   | 學警雄心                 | 鍾志華         |                      |
| 2007年   | 律政新人王II             | 崔正平         |                      |
| 2014年   | 忠奸人                   | 杜以鏗         |                      |
| 2018年   | 波士早晨                 | 宋禮勤         |                      |
| 亞洲電視 |                          |                |                      |
| 2001年   | 縱橫天下                 | 雷洛天         |                      |
| 其他     |                          |                |                      |
| 2002年   | 雄心密令                 | 聶鷹           | 影藝顧問國際製作     |

#### 電視劇（中國大陸）
- 1997年：千秋家國夢 飾 錢川
- 2001年：致命遺產 飾 彭亞偉
- 2001年：信仰 飾 宋長河
- 2003年：亞洲英雄 飾 田國棟
- 2004年：老婆大人俱樂部 飾 華鴻銘
- 2006年：夢回青河 飾 馬浪蕩
- 2006年：畫鳥記 飾 李勉
- 2007年：八月一日 飾 汪精衛
- 2008年：鳳穿牡丹 飾 霍萬鴻
- 2008年：二路電車 飾 胡警官
- 2008年：神奇2008 飾 歐陽劍仁
- 2009年：杭州王爺 飾 乾隆
- 2010年：秋霜 飾 陸敬恒
- 2010年：特戰先鋒 飾 森田
- 2010年：還看今朝 飾 史百卿
- 2011年：菩提樹下 飾 龍庭岳
- 2011年：孫子大傳 飾 夫概
- 2011年：梨花淚 飾 馮河
- 2011年：水滸傳 飾 高俅
- 2012年：鐵甲艦上的男人 飾 方伯謙
- 2012年：土樓春早 飾 江培之
- 2012年：溫州一家人 飾 胡文躍
- 2012年：冷風暴 飾 易安之
- 2012年：廚窗外的天空 飾 張明
- 2012年：施公案 飾 康熙
- 2013年：追魚傳奇 飾 金寵
- 2013年：姥爺的抗戰 飾 小島津次郎
- 2014年：羅龍鎮女人 飾 海涌
- 2014年：抗倭俠侶 飾 嚴嵩
- 2015年：抓住彩虹的男人 飾 周邵天父親
- 2015年：半為蒼生半美人 飾 縣令
- 2016年：最美是你 飾 陳以誠
- 2016年：東方戰場 飾 施肇基
- 2016年：杜心五傳奇 飾 加藤進一
- 2016年：西涯俠（網絡劇）飾 秦朔
- 2017年：滄海一粟 飾 蔣懷忠
- 2017年：紅門兄弟 飾 秦正國
- 2017年：新俠客行 飾 貝海石
- 2017年：兒科醫生 飾 申赫父親
- 2017年：國士無雙黃飛鴻 飾 莫文卿
- 2018年：將夜（網絡劇）飾 燕王
- 2020年：將夜2（網絡劇）飾 燕王
- 2020年：只為那一刻與你相見 飾 邵雲安  (客串)
- 2021年：燃烧吧！废柴（網絡劇）飾 渣輝哥
- 2023年：菊花醉 飾 李仲
- 2023年：驚天岳雷 飾 金兀朮
- 2023年：流光之下 飾 李卓然
- 2023年：鬥破蒼穹之少年歸來（網絡劇）飾 雲山
- 2024年：少爷和我（網絡劇）飾 說書先生
- 2024年：赤热 飾 倪志雄
- 2025年：守誠者 飾 霍啟泉
- 待播中：天下鹽商 飾 葉佑天
- 待播中：馮子材
- 待播中：雷霆令
- 待播中：医仙小凡（網絡劇）

#### 電視電影（無綫電視）
- 1990年：特警90 III之明日天涯 飾 高輝
- 1990年：天涯路客 飾 胡嘯天

### 電影
| 年代   | 片名                 | 角色         | 備註                      |
| 1986   | 英雄本色             | 譚成         |                           |
| 1988   | 大丈夫日記           | 志雄         |                           |
| 1988   | 城市特警             | 黃維邦       |                           |
| 1988   | 天羅地網             | 曾超正       |                           |
| 1988   | 情義心               | 仇志滔       |                           |
| 1989   | 驚魂記               | 李警司/Henry |                           |
| 1990   | 西環的故事           | 莊鵬         |                           |
| 1990   | 倩女幽魂II人間道     | 左千戶       |                           |
| 1990   | 喋血街頭             | 細榮         |                           |
| 1990   | 客途秋恨             | 葵子之夫     |                           |
| 1990   | 中日南北和           | 李子雄       |                           |
| 1991   | 沙灘仔與周師奶       | 李南         | 台：專吊老千              |
| 1991   | 表姐，妳好嘢！2      | 阿雄         |                           |
| 1991   | 跛豪                 | 陳大文       |                           |
| 1991   | 整蠱專家             | 金默基       | 台：整人專家 角色：麥克基 |
| 1991   | 情義心               | 李子豪       |                           |
| 1991   | 越青                 | 田三         |                           |
| 1992   | 四大探長             | 姚雄         |                           |
| 1992   | 老貓                 | 衛斯理       |                           |
| 1992   | 笑傲江湖II東方不敗   | 服部千軍     |                           |
| 1992   | 性奴                 | 李sir        | 三級片，全裸演出          |
| 1992   | 霧都情仇             | 張鐵成       |                           |
| 1993   | 血在風上             | 雄           |                           |
| 1993   | 李洛夫奇案           | 李財法       |                           |
| 1993   | 廉政第一擊           | 陸大潮       |                           |
| 1993   | 神探乾濕褸           | 雄哥         |                           |
| 1993   | 新難兄難弟           | 李家成       |                           |
| 1994   | 咏春                 | 黄学州       |                           |
| 1995   | 虎度門               | 應文龍       |                           |
| 1995   | 怒海威龍             |              |                           |
| 1999   | 賭俠1999             | 省鏡         |                           |
| 1999   | 暗戰                 | 陳           |                           |
| 2002   | 異度空間             | 陳偉中       |                           |
| 2002   | 賭神之神             | 高俊         |                           |
| 2003   | 無間道III：終極無間  | 陳俊         |                           |
| 2003   | 無處容身             |              |                           |
| 2004   | 古宅魅影             | 檳榔         |                           |
| 2004   | 男人三部曲           | 王磊         |                           |
| 2004   | 癲風傻龍             |              |                           |
| 2005   | 神經俠侶             | 李警司       |                           |
| 2005   | 無敵鐵砂掌           | 霍強         |                           |
| 2005   | 恩仇劫               | 徐用         |                           |
| 2005   | 老婆萬歲             | 余斌         |                           |
| 2006   | 戰神再現             | 白賴仁       |                           |
| 2006   | 向殺手挑戰           |              |                           |
| 2007   | 停止心跳             |              |                           |
| 2007   | 橫財七千萬           |              |                           |
| 2009   | 竊聽風雲             | 羅耀明       |                           |
| 2010   | 我的美女老闆         | 大雄父親     |                           |
| 2010   | 命運有數             | 王新         |                           |
| 2010   | 夢想就在身邊         | 雄哥         |                           |
| 2010   | 捨身技               | 高揚         |                           |
| 2011   | 戰國                 | 齊國宣政吏   |                           |
| 2011   | 湘江北去             | 陳獨秀       |                           |
| 2012   | 四大名捕             | 王爺         |                           |
| 2012   | 與妻書               | 范中原/李准  |                           |
| 2013   | 光輝歲月             | 汪捕頭       |                           |
| 2013   | 四大名捕II           | 王爺         |                           |
| 2014   | 我們畢業的夏天       | 袁紹豐       |                           |
| 2014   | 分手季2              | 周總         | 網路電影                  |
| 2015   | 紅髏                 | 陸東亞       |                           |
| 2016   | 寒戰II               | 黎永廉       |                           |
| 2016   | 封神傳奇             | 東海龍王     |                           |
| 2016   | 江湖之義字當先       | 雄哥         | 網路電影                  |
| 2016   | 愛情不等式           | 周啟明       |                           |
| 2016   | 電競之王             |              | 網路電影                  |
| 2016   | 奪路而逃             | 老李         |                           |
| 2016   | 龍門劫案             | 警官         | 網路電影、特別出演        |
| 2016   | 隔壁的他             | 老王         | 網路電影                  |
| 2017   | 擇日救贖             |              | 網路電影                  |
| 2017   | 殺手離沫             | 元良         | 網路電影                  |
| 2017   | 一樹一樹紫花開       | 李清山       |                           |
| 2017   | 貼身臥底             | 柯大海       | 網路電影                  |
| 2017   | 職場三國             | 曹操         | 網路電影                  |
| 2017   | 千術2千王之戰        | 一隻朵       | 網路電影                  |
| 2017   | 海闊天空             | 齊總         |                           |
| 2017   | 英雄戰警             | 李辰         | 網路電影                  |
| 2017   | 龍之戰               | 彭玉麟       |                           |
| 2017   | 黑白迷宮             | 九哥         |                           |
| 2018   | 千术3决战澳门        | 一隻耳       | 網路電影                  |
| 2018   | 复制情人之意识转移   | 龙川         | 網路電影                  |
| 2018   | 赌局风云2017         | 陈金城       | 網路電影                  |
| 2018   | 朕不想登基           | 宁王         | 網路電影                  |
| 2018   | 神探风云             | 顾老九       | 網路電影                  |
| 2018   | 一条叫招财的鱼       | 金老闆       | 網路電影                  |
| 2018   | 潮州幫               | 光叔         |                           |
| 2019   | 大微商               | 王總         |                           |
| 2019   | 極限速遞             | 強哥         |                           |
| 2019   | 江湖喜事             | 許江         |                           |
| 2019   | 緝毒風暴             | 坤爺         | 網路電影                  |
| 2019   | 御天神獸             | 酒半壶       | 網路電影                  |
| 2020   | 狐踪谍影             | 苏东和       |                           |
| 2020   | 追龍番外篇之十億探長 | 龍一飛       | 網路電影                  |
| 2020   | 唐伯虎之醉美人       | 皇帝         | 網路電影                  |
| 2020   | 御天神獸之窮奇降世   | 酒半壶       | 網路電影                  |
| 2020   | 赌神之神2020         | 申十三       | 網路電影                  |
| 2021   | 长安伏妖             | 雄哥         |                           |
| 2021   | 泰味儿               | 老莫         |                           |
| 2021   | 燕赤霞猎妖传         | 九尾狐       | 網路電影                  |
| 2021   | 唐伯虎之偷天換日     | 周文宾       | 網路電影                  |
| 2021   | 江湖喜事             | 许江         |                           |
| 2021   | 梅艷芳               | 何冠昌       |                           |
| 2021   | 兰陵王之泣血刀锋     | 何士開       | 網路電影                  |
| 2021   | 战国之无艳           | 孙膑         | 網路電影                  |
| 2021   | 紧急营救             |              |                           |
| 2021   | 古董局中局之国画密码 | 王中治       | 網路電影                  |
| 2022   | 发丘天官：昆仑墟     | 刘荣城       | 網路電影                  |
| 2022   | 军火大劫案           | 黎叔         | 網路電影                  |
| 2022   | 盲战                 | 麦昆         | 網路電影                  |
| 2022   | 陈真                 |              |                           |
| 2022   | 六扇门之血虫谜案     |              | 網路電影                  |
| 2022   | 烈探                 | 巴差         | 網路電影                  |
| 2022   | 小龍女               | 皇帝         | 網路電影                  |
| 2023   | 追击                 | 金理事       | 網路電影                  |
| 2023   | 不曾消失的爱         |              |                           |
| 2023   | 木偶惊魂             |              | 網路電影                  |
| 2023   | 零號追殺             | 金先生       | 網路電影                  |
| 2023   | 暗殺風暴             | 鄭郝明       |                           |
| 2023   | 陈真之困兽犹斗       | 石川京介     | 網路電影                  |
| 2024   | 封神雷震子           |              | 網路電影                  |
| 2024   | 午夜场               |              | 網路電影                  |
| 2024   | 神鵰俠侶             | 丘处机       | 網路電影                  |
| 2024   | 孤胆                 |              | 網路電影                  |
| 2024   | 黄金诡事录           | 陆县长       | 網路電影                  |
| 2024   | 绝命狙击             | 章教授       | 網路電影                  |
| 2024   | 东哥闯东北           | 六叔         | 網路電影                  |
| 2024   | 賒刀人               | 岑海         | 網路電影                  |
| 2024   | 猎毒行动：终极对决   | 沙坤         | 網路電影                  |
| 2025   | 神鵰俠侶：問世間     | 丘處機       | 網路電影                  |
| 2025   | 猎毒风暴             | 叉爷         | 網路電影                  |
| 待上映 | 金禅降魔             | 夜白冥       |                           |
| 待上映 | 校園武林榜           |              | 網路電影                  |
| 待上映 | 崑崙鏡之上古異獸     |              | 網路電影                  |

### 舞台劇
- 1995年：風流醫生俏護士

## 電視節目

### 亞洲電視
- 1988年：偶像俱樂部
- 1990年：今夜不設防

### 無綫電視
- 1988年：運財福星（第10集）
- 1989年：零時話風情2（第13集）
- 1990年：娛樂專門店（第6集）
- 1991年：鬥戲群星會（第10集）
- 1992年：慈善星輝仁濟夜
- 1992年：歡樂滿東華
- 1993年：卿撫你的心（第4集）
- 1994年：江山如此多FUN（第2季第7集）
- 1994年：歡樂滿東華
- 1994年：花弗新世界
- 1994年：香港搞笑工程（第6集）
- 1995年：三峽狀元爭霸戰（第5集及第6集）
- 1995年：超級無敵獎門人[[[Wikipedia:格式手册/链接#章節|錨點失效]]]（第5集）
- 1996年：寰宇風情（西雅圖特輯主持）
- 1996年：為食到瑞士（主持）
- 1996年：為食到荷蘭（主持）
- 1998年：98世界盃開幕典禮
- 1998年：天下無敵獎門人[[[Wikipedia:格式手册/链接#章節|錨點失效]]]（第3集）
- 2000年：萬眾同心公益金
- 2000年：公益開心百萬SHOW（第6集）
- 2001年：一筆out消
- 2005年：繼續無敵獎門人（第29集）
- 2014年7月28日：今日VIP（第145集）
- 2022年：無限超越班

### 其他
- 2018年5月3日及4日：Good Night Show 全民星戰（第4集及第5集）

## 廣告
- 1986年：古寶XO（與連晉）

## 外部連結
- 李子雄的新浪微博
- 李子雄在香港影庫上的簡介